# Cynortoperna albornata
Cynortoperna albornata is een hooiwagen uit de familie Cosmetidae.